# Louis Frederick Bernecker
Luís Frederico Bernecker (1876-1937) foi um artista Americano, ativo como um pintor, ilustrador e artista gráfico , no final do século XIX e início do século XX, em Nova York. Ele é conhecido por ter pintado os murais (pintados sobre tela) decorando o interior da Igreja de São Gregório, o Grande da Cidade de Nova York e por ter pintado as capas de novembro de 1906 e Março de 1907 da Pearson's Magazine. Em 1931, Bernecker foi eleito para a Academia Nacional de Desenho como um membro Associado.